# فرنكي محل

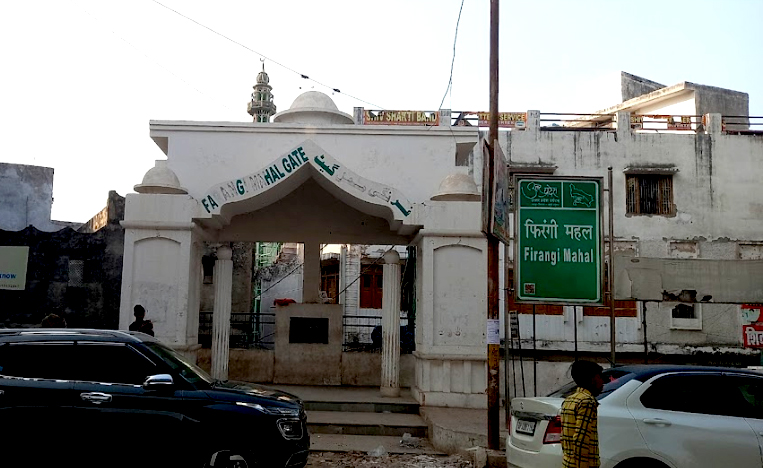
صورة أمامية لمبنى فرنكي محل

فرنگي محل (ومعناه «القصر الأفرنجي») هو قصر عظيم واسع في مدينة لكناو الهندية، وبها انشائت جامعة إسلامية.
منحه الملك أورنك زيب، منحه للملا نظامَ الدين عام 1105 هـ (1693 م)، وفيه بدأ بتدريس العلوم الإسلامية، حيث طبق لأول مرة المنهج الدراسي الذي عرف بـ «الدرس النظامي»، والذي ما زال يدرس إلى يومنها هذا - وإن كان دخله تعديلات لا بأس بها.